# Grammomys buntingi
Grammomys buntingi is een knaagdier uit het geslacht Grammomys dat voorkomt in struik- en bosgebieden in Senegal, Sierra Leone, Guinee, Liberia en Ivoorkust. Het karyotype bedraagt 2n=52, FN=66. Deze soort lijkt wel wat op Grammomys dolichurus, maar is donkerder gekleurd dan andere Grammomys-soorten. De bulla is kleiner dan bij G. dolichurus.